# Bart Lotigiers

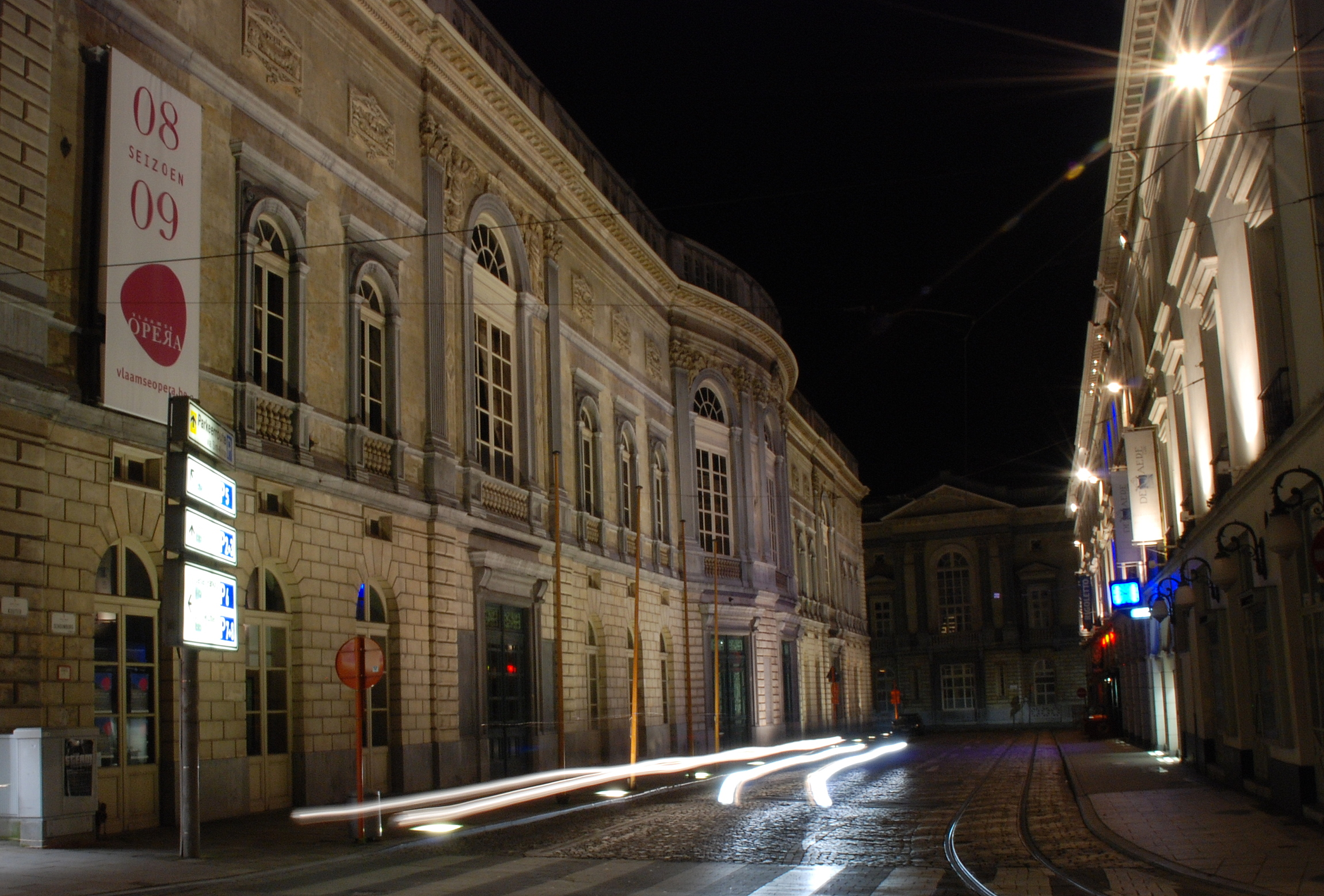
Vlaamse Opera in Gent

Barthold Lotigiers (* 7. Februar 1914 in Gent; † 4. Februar 1995 ebenda) war ein belgischer Operndirektor und Journalist.
Lotigiers war zunächst Sportjournalist bei der belgischen Tageszeitung Het Volk, später ihr Chefredakteur; er galt als notorischer Kenner der klassischen Musik.
Lotigiers war von 1973 bis 1978 künstlerischer Direktor der Oper von Gent. Er schrieb auch Libretti, etwa für Amadé Némeths François Villon, die 1974 uraufgeführt wurde.
1964 war er Produktionsleiter der belgischen TV-Produktion De luitenant.
1984 verfasste er eine Biografie über den belgischen Sportjournalisten Jan Cornand.
Sein Enkel ist der Sänger Helmut Lotti.